# Питтс, Кайл
Кайл Энтони Питтс (англ. Kyle Anthony Pitts; 6 октября 2000, Филадельфия, Пенсильвания) — профессиональный американский футболист, тайт-энд клуба НФЛ «Атланта Фэлконс». На студенческом уровне выступал за команду Флоридского университета. Лучший тайт-энд NCAA по итогам сезона 2020 года. В 2021 году был задрафтован под общим четвёртым номером, став самым высоко выбранным тайт-эндом в истории НФЛ. Участник Пробоула в сезоне 2021 года.

## Биография
Кайл Питтс родился 6 октября 2000 года в Филадельфии. Он учился в католической школе имени архиепископа Джеймса Вуда в Уорминстере. В составе её футбольной команды Питтс играл на позициях тайт-энда и ди-энда. В 2017 году он вместе с командой выиграл чемпионат штата, в финальной игре сделав два перехвата и тачдаун на приёме. В 2018 году он принимал участие в матче всех звёзд школьного футбола. После окончания школы спортивную стипендию Питтсу предлагал ряд ведущих футбольных программ NCAA, он сделал выбор в пользу Флоридского университета.

### Любительская карьера
В футбольном турнире NCAA Питтс дебютировал в сезоне 2018 года. Он принял участие в одиннадцати матчах Флориды, был одним из лидеров специальных команд и резервным тайт-эндом, набрав на приёме 73 ярда с одним тачдауном. С 2019 года он стал стартовым игроком команды на своей позиции. В тринадцати матчах Питтс набрал 649 ярдов и сделал пять тачдаунов. По количеству приёмов мяча он стал третьим среди тайт-эндов дивизиона FBS, по количеству набранных ярдов занял седьмое место. По итогам сезона агентство Associated Press и главные тренеры команд включили его в свои версии сборной звёзд Юго-Восточной конференции.
В сезоне 2020 года Питтс сыграл в восьми матчах, набрав 770 ярдов. Его двенадцать тачдаунов стали новым рекордом университета для тайт-эндов. По итогам турнира он был признан лучшим на своей позиции в NCAA, получив приз имени Джона Мэки, а также вошёл в число финалистов приза имени Фреда Билетникоффа лучшему принимающему. В голосовании, определявшем обладателя Хайсман Трофи, Питтс занял десятое место. Агентство AP и главные тренеры второй сезон подряд включили его в состав сборной звёзд конференции. Набранные им 1 492 ярда за карьеру стали рекордом университета для тайт-эндов.

#### Статистика выступлений в NCAA
| Сезон | Команда         | Игры | Приём | Приём | Приём | Приём | Вынос | Вынос | Вынос | Вынос |
| Сезон | Команда         | Игры | Rec   | Yds   | Y/A   | TD    | Att   | Yds   | Y/A   | TD    |
| ----- | --------------- | ---- | ----- | ----- | ----- | ----- | ----- | ----- | ----- | ----- |
| 2018  | Флорида Гейторс | 11   | 3     | 73    | 24,3  | 1     | 0     | 0     | 0,0   | 0     |
| 2019  | Флорида Гейторс | 13   | 54    | 649   | 12,0  | 5     | 0     | 0     | 0,0   | 0     |
| 2020  | Флорида Гейторс | 8    | 43    | 770   | 17,9  | 12    | 0     | 0     | 0,0   | 0     |
| Всего | Всего           | 32   | 100   | 1 492 | 14,9  | 18    | 0     | 0     | 0,0   | 0     |

### Профессиональная карьера
Перед драфтом НФЛ 2021 года Питтс оценивался как один из лучших молодых игроков, переходящих из студенческого футбола. Издание Bleacher Report поставило ему 9,4 балла из 10 возможных, отметив антропометрические данные спортсмена, уровень атлетизма, имеющийся набор навыков и умение работать на любых маршрутах принимающих. Недостатком была названа ограниченная полезность Питтса в выносной игре. Аналитик сайта НФЛ Лэнс Зирлейн сравнил его с игроком «Лас-Вегас Рэйдерс» Дарреном Уоллером и отметил, что, наряду с квотербеком Тревором Лоуренсом, у Питтса самые высокие шансы заметно повлиять на игру своей новой команды. Обозреватель Yahoo!Sports Эрик Эдхольм прогнозировал ему выбор в числе первых пяти игроков, отмечая способность Питтса одинаково эффективно играть на местах тайт-энда, на краю поля и слот-ресивером.
Питтс был выбран «Атлантой» под общим четвёртым номером, став самым высоко задрафтованным тайт-эндом в истории НФЛ. В июне он подписал контракт новичка на четыре года с возможностью продления на пятый сезон по инициативе клуба. Сумма соглашения составила 32,9 млн долларов, 21 млн игрок получил в качестве подписного бонуса. По мнению ряда аналитиков, в составе команды Питтс должен был стать полноценной заменой ресиверу Хулио Джонсу, обменянному в межсезонье. Перед стартом регулярного чемпионата обозреватель Sports Illustrated Митч Голдич назвал игрока главным претендентом на приз Новичку года в нападении. В своём дебютном сезоне он сыграл во всех семнадцати матчах регулярного чемпионата, сделав 68 приёмов на 1026 ярдов. Этот результат стал вторым в истории лиги для новичков на позиции тайт-энда. В рейтинге лучших дебютантов по версии ESPN он занял шестое место. В феврале 2022 года Питтс сыграл в Пробоуле, набрав 11 ярдов с тачдауном.
В регулярном чемпионате 2022 года Питтс сыграл в десяти матчах, набрав 356 ярдов с двумя тачдаунами. В ноябре в игре против «Чикаго Беарс» он получил травму колена, потребовавшую хирургического вмешательства, и выбыл из строя до конца сезона.

#### Статистика выступлений в НФЛ

##### Регулярный чемпионат
| Сезон | Команда         | Игры | Приём | Приём | Приём | Приём | Вынос | Вынос | Вынос | Вынос |
| Сезон | Команда         | Игры | Rec   | Yds   | Y/A   | TD    | Att   | Yds   | Y/A   | TD    |
| ----- | --------------- | ---- | ----- | ----- | ----- | ----- | ----- | ----- | ----- | ----- |
| 2021  | Атланта Фэлконс | 17   | 68    | 1026  | 15,1  | 1     | 0     | 0     | 0,0   | 0     |
| 2022  | Атланта Фэлконс | 10   | 28    | 356   | 12,7  | 2     | 0     | 0     | 0,0   | 0     |
| Всего | Всего           | 27   | 96    | 1382  | 14,4  | 3     | 0     | 0     | 0,0   | 0     |